# 李夫人 (北斉武成帝)
李夫人（りふじん、生没年不詳）は、中国北斉の武成帝高湛の妃嬪。もとは東魏孝静帝元善見の妃嬪であった。李叔譲の娘。本貫は趙郡平棘県。

## 生涯
はじめ、孝静帝の嬪として東魏の後宮に入った。高洋（文宣帝）が北斉を建てた際、帝位を禅譲した孝静帝は中山王に降格され、妃嬪たちと別れさせられた。李嬪は皇弟の長広王高湛（後の武成帝）の側室となり、長男の高綽（後の南陽王）を産んだ。武成帝が即位すると弘徳夫人（身分の高い妃嬪）に封ぜられた。武成帝が崩御すると、息子の封号により南陽太妃と称された。
李太妃の姉は南安王高思好の妻であった。武平5年（574年）、南安王の謀逆罪により、太妃の姉も連座して火刑に処された。太妃はショックで精神病を患い、結局亡くなった。

## 伝記資料
- 『北斉書』